# Triptorrelina
Triptorrelina é um fármaco utilizado em medicamentos como agonista do hormônio liberador de gonadotrofina (GnRH). É indicado em casos de carcinoma de próstata, puberdade precoce, câncer de mama dependente de hormônio, endometriose, hiperplasia benigna da próstata, policistose ovárica e infertilidade.